# Macrojoppa scutellaris
Macrojoppa scutellaris là một loài tò vò trong họ Ichneumonidae.